# Aviateur Blériot
Pour les articles homonymes, voir Blériot.
'Aviateur Blériot' est un cultivar de rosier grimpant, hybride de Rosa wichuraiana x 'William Allen Richardson' (Noisette, Marie Ducher 1875), obtenu à Orléans par le rosiériste Frédéric Fauque-Laurent & Fils en 1910. Il a été baptisé en l'honneur de l'aviateur Louis Blériot (1872-1936) qui venait d'effectuer le premier vol international en aéroplane en survolant la Manche de Calais à Douvres, le 25 juillet 1909.

## Description
C'est un rosier sarmenteux vigoureux s'étalant en hauteur à plus de 455 centimètres, voire 600 cm à 700 cm. Son feuillage dense, vert foncé et brillant est très sain. Il fleurit en bouquets nombreux à fleurs doubles (17-25 pétales) d'un jaune abricoté virant à l'ivoire à la fanaison. Les boutons sont orange pâle. Les roses d' 'Aviateur Blériot' sont fortement parfumées. Sa floraison n'est pas remontante, mais elle est très abondante et prolongée. Sa zone de rusticité est de 6b à 9b; ce cultivar résiste donc bien aux hivers froids.
On peut admirer 'Aviateur Blériot' à la roseraie du Val-de-Marne à L'Haÿ-les-Roses ou à la roseraie de Bagatelle. C'est un grand classique des jardins français qui est revenu à la mode avec l'engouement des roses de forme ancienne. Il peut être aussi utilisé en pleureur ou en couvre-sol, ainsi qu'en haie défensive car il est fort épineux. 

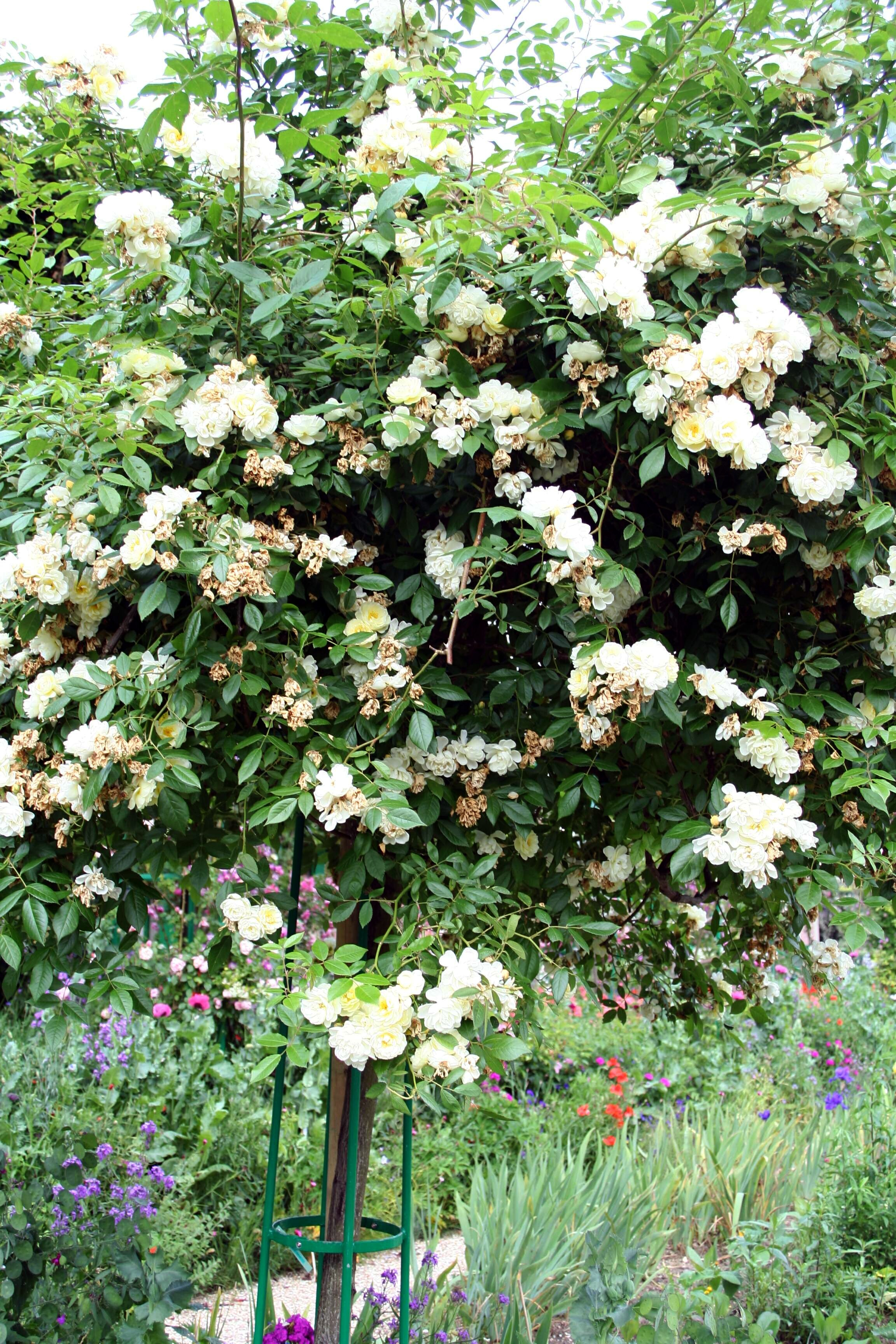
'Aviateur Blériot' dans le jardin de Giverny de Claude Monet.